# John Francis Regis Canevin
John Francis Regis Canevin (Beatty, 5 giugno 1853 – Pittsburgh, 22 marzo 1927) è stato un arcivescovo cattolico statunitense.

## Biografia
Nato nella contea di Westmoreland, in Pennsylvania, fu ordinato prete nel 1879.
Nel 1903 fu eletto vescovo titolare di Sabrata e coadiutore di Pittsburgh: succedette per coadiutoria al vescovo Richard Phelan nel 1904.
Sotto il suo episcopato furono erette 134 nuove chiese cattoliche; fondò la confraternita della Dottrina cristiana, il Catholic Boy's club, la Catholic Truth Society e la Missionary Aid Society.
Introdusse nella diocesi numerose congregazioni religiose e assunse la direzione delle Suore dello Spirito Santo di Pittsburgh, di cui è considerato fondatore.
Lasciò la guida della diocesi per problemi di salute e fu trasferito alla sede titolare di Pelusio.

## Genealogia episcopale e successione apostolica
La genealogia episcopale è:
- Cardinale Scipione Rebiba
- Cardinale Giulio Antonio Santori
- Cardinale Girolamo Bernerio, O.P.
- Arcivescovo Galeazzo Sanvitale
- Cardinale Ludovico Ludovisi
- Cardinale Luigi Caetani
- Cardinale Ulderico Carpegna
- Cardinale Paluzzo Paluzzi Altieri degli Albertoni
- Papa Benedetto XIII
- Papa Benedetto XIV
- Cardinale Enrico Enriquez
- Arcivescovo Manuel Quintano Bonifaz
- Cardinale Buenaventura Córdoba Espinosa de la Cerda
- Cardinale Giuseppe Maria Doria Pamphilj
- Arcivescovo Louis-Guillaume-Valentin Dubourg, P.S.S.
- Vescovo Giuseppe Rosati, C.M.
- Arcivescovo Peter Richard Kenrick
- Arcivescovo Patrick John Ryan
- Arcivescovo John Francis Regis Canevin

La successione apostolica è:
- Vescovo Hugh Charles Boyle (1921)